# Venanzio Ortis
Venanzio Ortis, né le 29 janvier 1955 à Paluzza (Italie), est un athlète italien, spécialiste des courses de fond.

## Biographie
En provenance du ski de fond où il a été champion d'Italie cadets, Venanzio Ortis débute en 1969 dans l'athlétisme en établissant la meilleure performance italienne garçons sur 1 000 m, qu'il améliore en 1970. 
Chez les cadets, il continue de s'améliorer, avec les meilleures prestations sur 1 000 m et 3 000 m, le titre national et le maillot de l'équipe nationale junior, alors qu'il n'appartient pas encore à cette catégorie. 
Devenu junior, il remporte également des titres et des records italiens de cette catégorie. Il remporte deux médailles aux Championnats d'Europe d'athlétisme 1978 : l'or sur 5 000 m et l'argent sur 10 000 m. 
Venanzio Ortis a participé aux Jeux olympiques de 1976, à Montréal, mais a été éliminé en qualifications. Il a été 4e en Coupe du monde en 1981 sur 10 000 m.
Son meilleur temps sur 5 000 m est de 13 min 19 s 19 à Rieti (5e), le 9 septembre 1981.